# Cantone di Précy-sous-Thil
Il Cantone di Précy-sous-Thil era una divisione amministrativa dell'arrondissement di Montbard.
A seguito della riforma approvata con decreto del 18 febbraio 2014, che ha avuto attuazione dopo le elezioni dipartimentali del 2015, è stato soppresso.

## Composizione
Comprendeva i comuni di:
- Aisy-sous-Thil
- Bierre-lès-Semur
- Braux
- Brianny
- Clamerey
- Dompierre-en-Morvan
- Fontangy
- Lacour-d'Arcenay
- Marcigny-sous-Thil
- Missery
- Montigny-Saint-Barthélemy
- Nan-sous-Thil
- Noidan
- Normier
- Précy-sous-Thil
- Roilly
- Thoste
- Vic-sous-Thil